# 大矢根文次郎
大矢根 文次郎（おおやね ぶんじろう、1903年3月10日 - 1981年2月23日）は、日本の漢文学者。
北海道苫前郡苫前町生まれ。1926年北海道函館師範学校卒、同付属小学校訓導、1932年早稲田大学高等師範部国漢科卒、聖学院中学校教諭。1940年早稲田高等学院講師、1945年教授。1949年早大教育学部助教授、1952年教授、1970年「陶淵明研究」で早大文学博士。1973年早大を定年、名誉教授、女子聖学院短期大学教授。1977年定年、勲四等瑞宝章受勲。

## 著書
- 『老子・荘子・荀子・韓非子』学灯文庫　1953。全国書誌番号:54001239、NCID BA31724064。
- 『中国文学史 上』前野書店 1955。全国書誌番号:56003710、NCID BA46888360。
- 『新制漢文研究』教育出版 新制シリーズ　1956。全国書誌番号:20839897、NCID BN15504863。
- 『陶淵明研究』早稲田大学出版部 1967。全国書誌番号:68003278、NCID BN09249240。
- 『世説新語と六朝文学』早稲田大学出版部 1983。全国書誌番号:83031548、NCID BN02589546。

### 共編著
- 『新考韓非子抄解』渡辺秀方共著 前野書店 1936。全国書誌番号:46048829、NCID BA37845593。
- 『新鈔春秋左氏伝正解』渡辺秀方共著　前野書店 1939。全国書誌番号:44043400、NCID BN12565271。
- 『史文選』大野実之助共編　前野書店 1941。全国書誌番号:44010579、NCID BB15823980。
- 『中国古典文学』船津富彦共編 高文堂出版社 1965。全国書誌番号:65007521、NCID BA58112943。

## 論文
- <大矢根文次郎